# Карл Шефер (бригадефюрер СС)
Карл Шефер (нім. Karl Schäfer; 17 червня 1892, Герліц — 2 листопада 1943, Кривий Ріг) — німецький офіцер, один із керівників нацистського окупаційного режиму в Білорусі та Балтії, бригадефюрер СС і генерал-майор поліції (21 червня 1943).

## Біографія
Учасник Першої світової війни. З 7 по 24 квітня 1942 року замінював бригадефюрера СС Вальтера Шредера на посаді керівника СС і поліції Латвії, а з 25 квітня по 22 травня 1942 року — бригадефюрера СС Люціана Висоцкі на посаді керівника СС та поліції Литви. З 22 травня по 21 липня 1942 року — також був керівником СС і поліції Білорусі. 4 жовтня 1943 року призначений керівником СС та поліції у Дніпропетровську-Кривому Розі. Керував проведенням каральних операцій проти партизанів. Убитий пострілом снайпера.

## Нагороди
- Залізний хрест 2-го і 1-го класу
- Нагрудний знак «За поранення» в сріблі
- Почесний хрест ветерана війни з мечами